# Christian McBride
Christian Lee McBride (Philadelphia, 31 mei 1972) is een Amerikaanse jazzcontrabassist.

## Biografie
McBride speelde tijdens zijn schooltijd rhythm-and-blues op de elektrische bas, voordat hij wisselde naar de akoestische bas en de jazzmuziek. Vanaf 1989 studeerde hij aan de Juilliard School of Music. Tijdens de jaren 1990 werkte hij mee aan Joe Hendersons tributealbums Lush Life: The Music of Billy Strayhorn en Double Rainbow: The Music of Antonio Carlos Jobim. Daarna speelde hij kortstondig met de bands van Bobby Watson, Benny Golson, Roy Hargrove en Freddie Hubbard, toerde hij met het Benny Green Trio en trad hij op met Ray Brown tijdens het Monterey Jazz Festival in 1994.
In 1995 nam hij zijn eerste album als orkestleider op en toerde daarna met de eigen band. Voor Wynton Marsalis en het Lincoln Center Jazz Orchestra componeerde hij Blues in Alphabet City. McBride geeft masterclasses aan de Berklee School of Music en onderwijst aan het Henry Mancini Institute. Naast zijn werk als orkestleider werkte hij mee aan meer dan 200 albums als sideman. 

## Onderscheidingen
In 2016 werd zijn interpretatie van de jazzstandard Cherokee onderscheiden met de Grammy Award in de categorie 'geïmproviseerde jazzsolo'. Twee jaar later kreeg hij een tweede onderscheiding voor het album Bringin' It met zijn bigband.

## Discografie
- 1994: Gettin' to It met Roy Hargrove, Joshua Redman, Steve Turré, Cyrus Chestnut, Lewis Nash, Ray Brown en Milt Hinton
- 1995: Number Two Express met Kenny Barron, Gary Bartz, Mino Cinelu Chick Corea, Jack DeJohnette, Kenny Garrett, Steve Nelson
- 1997: Fingerpainting: The Music of Herbie Hancock met Nicholas Payton, Mark Whitfield
- 1998: A Family Affair met Tim Warfield, Charles Craig, Gregory Hutchinson, Russell Malone, Munyungo Jackson, Will Downing, Vesta
- 2000: Sci-Fi met Ron Blake, Shedrick Mitchell, Rodney Green, Herbie Hancock, Dianne Reeves, Toots Thielemans, James Carter, David Gilmore
- 2001: The Philadelphia Experiment met Ahmir Thompson, Uri Caine, Pat Martino, Jon Swana, Larry Gold, Aaron Luis Levinson
- 2003: Vertical Vision met Ron Blake, Geoffrey Keezer, Terreon Gully, David Gilmore, Danny Sadownick
- 2006: Live at Tonic met Ron Blake, Geoffrey Keezer, Terreon Gully, Charlie Hunter, Jason Moran, Jenny Scheinman, DJ Logic, Scratch, Eric Krasno, Rashawn Ross
- 2006: New York Time met Javon Jackson, Jimmy Cobb, Cedar Walton
- 2008: Day Trip met Pat Metheny, Antonio Sánchez
- 2011: The Good Feeling Christian McBride Bigband, o.a. met Nabaté Isles
- 2013: People Music Christian McBride & Inside Straight
- 2014: Out Here Christian McBride Trio, met Christian Sands en Ulysses Owens
- 2017: Christian McBride Big Band: Bringin' It
- 2018: Christian McBride's "New Jawn"

- Bibsys: 3053109
- Bibliothèque nationale de France: cb139401069 (data)
- CiNii: DA16076158
- Gemeinsame Normdatei: 134732650
- International Standard Name Identifier: 0000 0001 1476 5651
- Library of Congress Control Number: n92023967
- MusicBrainz: 6035000d-b53b-4b01-b5a0-a7572c34e806
- Nationale Bibliotheek van Tsjechië: xx0026417
- Nationale Bibliotheek van Israël: 987007272074705171
- Nationale en Universitaire bibliotheek Zagreb: 000555453
- Réseau des bibliothèques de Suisse occidentale: 02-A003542293
- Système universitaire de documentation: 08082661X
- Virtual International Authority File: 85464720
- WorldCat: E39PBJbthGFMF9KPW7hpRbP84q